# Stangeria eriopus
Stangeria eriopus é a única espécie de cicadófita do género Stangeria da família Zamiaceae, nativa do sul de Moçambique, leste da Província do Cabo e KwaZulu-Natal, na África do Sul. Esta espécie tem importância ornamental. Segundo dados de 2010, a população tende a descrescer.
Pelo seu aspecto parecido com os fetos, apesar de ter folhas coriáceas como todas as cicadófitas, foi primeiro classificada naquele grupo. Só mais tarde, quando se encontraram plantas em frutificação - com cones semelhantes aos dos pinheiros, se corrigiu o erro. As cicadófitas foram tradicionalmente agrupadas na classe das gimnospérmicas, mas a classificação moderna, considera-as como uma divisão separada das espermatófitas.
A Stangeria eriopus tem na África do Sul os nomes vulgares de "fingo" e "hottentot's head" - "cabeça-de-hotentote", provavelmente devido ao seu caule subterrâneo com a forma dum tubérculo.
Não é considerada ameaçada, apesar de se encontrar sob considerável pressão por parte de herbalistas tradicionais. Foi colocada em 1997 na "Red List of Threatened Plants" da IUCN, categoria R.